# Bréançon
Bréançon é uma comuna francesa na região administrativa da Ilha de França, no departamento do Vale do Oise. Estende-se por uma área de 10.61 km². Em 2010 a comuna tinha 397 habitantes (densidade: 37,4 hab./km²).